# Joel Ayeko
Joel Ayeko, né le 5 septembre 1998, est un coureur de fond ougandais spécialisé en course en montagne et en cross-country. Il a remporté deux médailles d'argent aux championnats du monde de course en montagne.

## Biographie
Cadet d'une fratrie de dix enfants, Joel Ayeko grandit dans le district de Kween et découvre la course à pied durant son enfance.
Il s'illustre dans la discipline de course en montagne en remportant le titre de champion du monde junior de la discipline en 2016 à Sapareva Banya. Menant un trio ougandais composé de Victor Kiplangat et Albert Chemutai sur le podium, il remporte également l'or au classement par équipes.
L'année suivante lors des championnats du monde de course en montagne à Premana, il se retrouve à nouveau aux côtés de Victor Kiplangat sur la course senior. Ce dernier prend l'avantage pour s'offrir le titre et Joel Ayeko la médaille d'argent. Avec Fred Musobo troisième, il remporte l'or par équipes.
Le 16 septembre 2018, il s'élance à nouveau parmi les favoris aux championnats du monde de course en montagne à Canillo. Il mène les débats mais se voit doubler en fin de course par son compatriote Robert Chemonges. Il remporte à nouveau l'argent en individuel et grâce à nouveau triplé complété par Victor Kiplangat, remporte également la médaille d'or au classement par équipes.
Le 30 mars 2019, il prend part aux championnats du monde de cross-country à Aarhus. Il se classe dixième et permet à son équipe de remporter pour la première fois la médaille d'or. Le 12 octobre, il participe au Challenge Ineos 1:59 en tant qu'un des quarante et un lièvres d'Eliud Kipchoge.

## Palmarès

### Route/cross
| Année | Compétition                            | Lieu      | Place | Épreuve       | Temps       |
| ----- | -------------------------------------- | --------- | ----- | ------------- | ----------- |
| 2018  | Parelloop                              | Brunssum  | 1er   | 10 kilomètres | 29 min 6 s  |
| 2019  | Championnats du monde de cross-country | Aarhus    | 10e   | Cross-country | 32 min 32 s |
| 2019  | Dam tot Damloop                        | Amsterdam | 3e    | 10 miles      | 46 min 42 s |
| 2021  | Cross Internacional de Soria           | Soria     | 3e    | Cross-country | 29 min 12 s |
| 2021  | Cross d'Atapuerca                      | Atapuerca | 3e    | Cross-country | 25 min 36 s |
| 2022  | Cardiff Cross Challenge                | Cardiff   | 2e    | Cross-country | 26 min 23 s |
| 2022  | Cross Country Bydgoszcz na Start       | Bydgoszcz | 3e    | Cross-country | 23 min 34 s |
| 2022  | Cross Cup de Mol                       | Mol       | 1er   | Cross-country | 28 min 37 s |

### Course en montagne
| no | masculin          | Course                                      | Longueur | Départ            | Temps       |
| -- | ----------------- | ------------------------------------------- | -------- | ----------------- | ----------- |
| 2e | Médaille d'argent | Championnats du monde de course en montagne | 13 km    | 30 juillet 2017   | 52 min 50 s |
| 2e | Médaille d'argent | Championnats du monde de course en montagne | 12 km    | 16 septembre 2018 | 55 min 38 s |

## Records
| Épreuve       | Performance   | Date              | Lieu      |
| ------------- | ------------- | ----------------- | --------- |
| 5 000 mètres  | 14 min 8 s 39 | 12 mai 2018       | Shanghai  |
| 10 kilomètres | 28 min 33 s   | 22 juin 2019      | Wierden   |
| 10 miles      | 46 min 42 s   | 22 septembre 2019 | Amsterdam |